# Sertularella antarctica
Sertularella antarctica is een hydroïdpoliep uit de familie Sertulariidae. De poliep komt uit het geslacht Sertularella. Sertularella antarctica werd in 1900 voor het eerst wetenschappelijk beschreven door Hartlaub. 